# PlayStation Offline
PlayStation Offline verwijst naar de periode van 20 april 2011 tot 15 mei 2011 toen het PlayStation Network offline was na een cyberaanval van de hackersgroep LulzSec, onderdeel van Anonymous. De servers bleven na deze daad van hacktivisme 3 weken offline.

## Aanleiding
Op 22 januari 2010 slaagde hacker George Hotz, gekend als Geohot, erin de PS3 te jailbreaken. Kort hierna opende hij een blog en maakte zijn 'werk' publiek. Op 28 maart 2010 kondigde Sony een update aan die de hack onmogelijk zou maken. Desondanks jailbreakte Hotz ook deze versie. Op 13 juli 2010 bekende hij het niet meer te proberen. Toch, op 2 januari 2011, maakte hij de rootkit bekend. Sony dagvaardde Geohot en kreeg van diverse socialemediasites, waaronder YouTube, de IP-adressen van wie de video bekeek en opmerkingen gaf. Via PayPal kreeg Sony toegang tot zijn PayPalaccount en de rechter besloot Sony toegang te geven om alle IP-adressen te zien die geohot.com bezocht. In april 2011 raakte bekend dat Sony en Geohot de kwestie buiten de rechtbank regelden op voorwaarde dat Geohot nooit meer Sony producten zou hacken.
De Anonymous kondigde aan dat zij wraak zouden nemen vanwege de schending van privacy door Sony. Volgens hen heeft Sony geen recht om de consument te bevelen wat die mag doen met de console. Dit sluit aan bij een vraag die Hotz zichzelf stelde in een interview: “In welke mate zijn we eigenlijk eigenaar van dit toestel?”

## Verloop
Sony ontdekte dat rond 18 april 2011 een illegale en verboden indringer in hun netwerk die de informatie in gevaar bracht. Sony ondernam het volgende:
- Alle PSN en Qriocity diensten werden afgesloten
- SCE betrok een externe firma om te onderzoeken wat er gebeurde
- Sony versterkte en verbeterde het netwerk om spelers te beveiligen

Spelers werden gewaarschuwd dat persoonlijke informatie zoals adres, e-mail en bankgegevens mogelijk door derden in het bezit was. Een direct gevaar was de mogelijkheid om te frauderen. Daarom werd geadviseerd alle mogelijk gestolen informatie in de gaten te houden.
Op 15 mei kwam er een firmware update (v3.61) met een extra beschermlaag. Deze update bevat meer niveaus van encryptie, meer firewalls en een waarschuwingssysteem. Het veranderen van PSN- en Qriocity-wachtwoorden werd verplicht. In bepaalde landen kregen klanten kosteloos de mogelijkheid tot een identiteitsbeschermingsprogramma zoals cybermonitoren en verzekeringen. Op 31 mei 2011 werd aangekondigd dat gedurende komende week alle diensten beschikbaar zullen zijn in alle gebieden buiten Japan, Hong Kong en Zuid-Korea. Dit hield in:
- De beschikbaarheid van de PlayStation Store
- In-game commerce
- De mogelijkheid om codes en waardecoupons te ruilen
- De beschikbaarheid van Qriocity en Media GO

## Gevolgen

### LulzSec
Na de hacks op sites van Sony, Bethesda, The Escapist, EVE Online en Minecraft werd het vermoedelijk meesterbrein achter LulzSec Ryan Cleary opgepakt op 23 juni 2011. Op 23 september 2011 heeft de FBI Cody Kretsinger, lid van LulzSec opgepakt.

### 'Welcome Back'-pakket
Het 'Welcome Back'-pakket is een vergoeding van Sony aan alle gebruikers voor de offline periode. Het houdt in dat gebruikers die voor 28 april 2011 lid waren van het PlayStation Network, genieten van gratis games en virtuele producten. Wat SCEE en SCEA aanbieden verschilt in enkele games en de virtuele producten. Voor de PlayStation 3 kregen spelers de keuze uit twee van deze vijf spellen: LittleBigPlanet, inFamous, Wipeout HD/Fury, Ratchet and Clank: Quest for Booty en Dead Nation. Voor de PlayStation Portable kreeg men de keuze uit twee van deze games: LittleBigPlanet, Modnation, Pursuit Force en Killzone Liberation. Niet-leden van PlayStation Plus kregen gratis een lidmaatschap van dertig dagen. Bestaande leden konden 60 dagen lang gratis van de voordelen van PlayStation Plus genieten. Gebruikers van PlayStation Home kregen toegang tot virtuele items ter waarde van €85, waaronder meubilair, kleding, een appartement. Bestaande Music Unlimited leden kregen 30 dagen gratis lidmaatschap.

### Centen en vertrouwen
De financiële gevolgen van de hack bedragen 120 miljoen euro voor Sony. Volgens een enquête van GameSpot Trax zijn gamers ontevreden met de inzet van Sony. Van de 2285 ondervraagde gamers heeft
- 14% geen vertrouwen meer in Sony of PSN,7% geen vertrouwen meer online-diensten,
- 43% de mening dat Sony de situatie niet goed aanpakt
- 9% de overgang gemaakt naar de concurrent Xbox network.[17]